# Mary Healy
Mary Healy (New Orleans, 14 april 1918 –  Calabasas, 3 februari 2015) was een Amerikaans actrice en zangeres.

## Levensloop en carrière

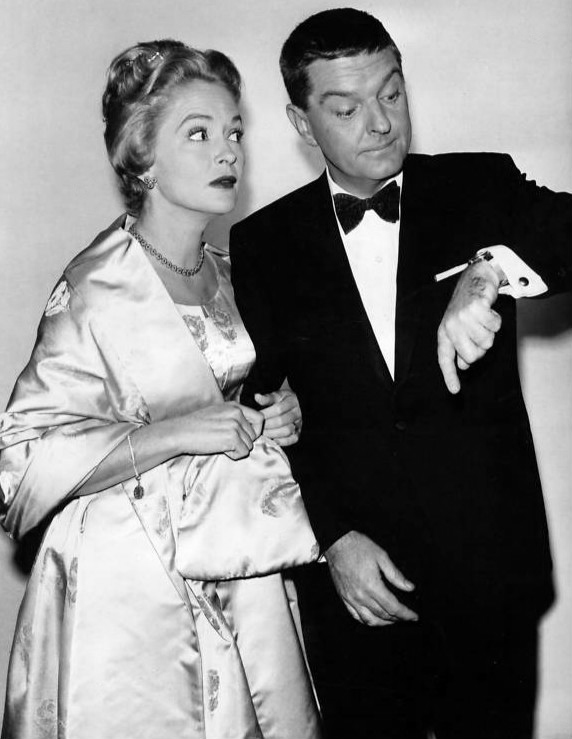
Het koppel Hayes-Healy in 1962

Healy maakte haar filmdebuut in Josetta in 1938. Haar eerste grote rol speelde ze in Second Fiddle in 1939 met Sonja Henie en Tyrone Power. In 1940 had ze een rol in Star Dust met Linda Darnell en John Payne. In datzelfde jaar speelde ze in He Married His Wife met Joel McCrea en Nancy Kelly. In 1953 had ze een rol in de cultfilm The 5,000 Fingers of Dr. T..
Healy was van 1940 tot zijn dood in 1998 gehuwd met acteur Peter Lind Hayes (1915-1998).
Zij stierf op 96-jarige leeftijd in haar huis nabij Los Angeles. Ze is begraven in Las Vegas op het Palm Memorial Park naast haar man.
- Biblioteca Nacional de España: XX5282774
- Bibliothèque nationale de France: cb16063684g (data)
- International Standard Name Identifier: 0000 0000 6160 014X
- Library of Congress Control Number: no90021172
- MusicBrainz: f13f3430-1c94-4019-9def-9471411d86b7
- SNAC: w6mh0mnj
- Système universitaire de documentation: 182345564
- Virtual International Authority File: 66030422
- WorldCat: E39PBJy8wpfc8RvjHxmTWbPCwC